# لئولوکا باگارلا
لئولوکا باگارلا (تلفظ ایتالیایی: [ˌlɛoˈluːka baɡaˈrɛlla]) متولد ۳ فوریه ۱۹۴۲، جنایتکار ایتالیایی و عضو مافیای سیسیلی بود. او اهل شهر کورلئونه است. پس از دستگیری برادر همسرش سالواتوره رینا در اوایل ۱۹۹۳، باگارلا رهبر جناح استراتژیست‌ها شد و در مقابل جناح تحت فرمان برناردو پرووانزانو، جانشین تعیین‌شده، قرار گرفت که منجر به ایجاد شکاف در کوزا نوسترا شد. باگارلا در سال ۱۹۹۵ پس از چهار سال فرار دستگیر شد و به اتهام عضویت در مافیا و چندین فقره قتل به حبس ابد محکوم گردید.

## سال‌های اولیه
لئولوکا باگارلا در ۳ فوریه ۱۹۴۲ در کورلئونه متولد شد. او در اواخر دهه ۱۹۵۰ به لوچیانو لگیو از کورلئونزی‌ها پیوست. در سال ۱۹۷۴ با ازدواج با آنتونیا، به داماد سالواتوره رینا تبدیل شد. دو برادر او نیز مافیوز بودند: کالوژرو باگارلا در ۱۰ دسامبر ۱۹۶۹ در جریان درگیری با میشله کاواتایو در ویل لازیوی پالرمو کشته شد و جوزپه در سال ۱۹۷۲ در زندان به قتل رسید.
در ۲۱ ژوئیه ۱۹۷۹، باگارلا رئیس پلیس بوریس جولیانو را در کافه لوکس پالرمو به ضرب گلوله کشت. جولیانو هنگام صرف کاپوچینو، با سه گلوله به گردن و چهار گلوله به پشت کشته شد. در ۲۶ ژانویه ۱۹۷۹، او روزنامه‌نگار ماریو فرانچزه را مقابل خانه‌اش در پالرمو با پنج گلوله به قتل رساند.
گروه ویژه پلیس جولیانو در حال تحقیق درباره باگارلا بود و محل اختفای او را کشف کرده بود. باگارلا فرار کرد، اما اسلحه‌ها، چهار کیلو هروئین و مدارک جعلی با عکس‌های او کشف شد.

## کمپین تروریستی
باگارلا در سال ۱۹۹۱ با وینچنزینا مارکز ازدواج کرد. این عضو تنومند مافیا که خود را شبیه شخصیت فیلم پدرخوانده ساخته بود، در مراسم عروسی مجللش از تم موسیقی این فیلم استفاده کرد. به گفته تونی کالواروسو (همکار سابق مافیا)، وینچنزینا در ۱۲ مه ۱۹۹۵ به دلیل افسردگی ناشی از چندین سقط جنین، همکاری برادرش جوزپه مارکز با پلیس و نقش شوهرش در آدمربایی جوزپه دی ماتئو (پسر ۱۲ ساله‌ای که یک سال پس از مرگ وینچنزینا کشته شد) خودکشی کرد.  
تضعیف قدرت رینا
حکمرانی رینا به عنوان "رئیس روسا" پس از محکومیت صدها مافیوزو در محاکمه مَکسی (۱۹۸۶/۸۷) ضربه شدیدی خورد. پس از تایید حکم در ژانویه ۱۹۹۲، رینا دستور قتل جووانی فالکونه را صادر کرد - تصمیمی که علی رغم مخالفت ایگنازیو سالوو (که معتقد بود باید فالکونه را از طریق بازی‌های سیاسی خنثی کرد) گرفته شد.  
به قدرت رسیدن باگارلا
پس از دستگیری رینا در ژانویه ۱۹۹۳، باگارلا رهبری کورلئونزی‌ها را به دست گرفت و به رقیب برناردو پروونزانو (جانشین رسمی رینا) تبدیل شد. در نشستی در ویلاباته تصمیم گرفته شد که پروونزانو و باگارلا به طور مشترک رهبری کورلئونزی‌ها را بر عهده بگیرند.  
حملات تروریستی
در ۲۷ مه ۱۹۹۳، انفجار بمب در برج پولچی پنج کشته بر جای گذاشت. حملات بعدی به گالری‌های هنری و کلیساها نیز ۱۰ کشته و ده‌ها زخمی به همراه داشت. تحقیقات نشان می‌داد بیشتر قاتلان این دوره مستقیماً تحت فرمان باگارلا بودند و او در واقع قدرت بیشتری از پروونزانو داشت.  
اختلاف با پروونزانو
پروونزانو به حملات تروریستی اعتراض کرد، اما باگارلا با کنایه به او گفت که "تابلویی به گردن بیاندازد که بگوید من ربطی به این کشتارها ندارم". باگارلا پس از خودکشی همسرش، دستور قتل‌ها را متوقف کرد.

## دستگیری و محکومیت
باگارلا در ۲۴ ژوئن ۱۹۹۵ پس از چهار سال فرار دستگیر شد. او به اتهام قتل‌های متعدد از جمله قتل جولیانو (۱۹۸۳)، فرانچس (۱۹۸۹)، جوزپه روسو (۱۹۸۸)، جووانی فالکونه (۱۹۹۲)، جوزپه دی ماتئو (۱۹۹۶) و چندین قتل دیگر به حبس ابد محکوم شد.
در سال ۲۰۰۲، او به اعمال قانون ۴۱-بیس که محدودیت‌های شدیدی برای زندانیان مافیا ایجاد می‌کرد اعتراض کرد و در دادگاه گفت: "مافیایی‌ها از بهره‌کشی و تحقیر خسته شده‌اند."
در سال ۲۰۰۵، باگارلا با ریختن روغن داغ بر روی زندانی دیگری به یک سال حبس اضافی محکوم شد و به زندان پارما منتقل گردید.
مجموع محکومیت‌های باگارلا شامل:
- ۱۳ مورد حبس ابد 
- ۱۰۶ سال و ۱۰ ماه حبس
- ۶ سال حبس انفرادی  
در ۲۰ آوریل ۲۰۱۸، ۲۸ سال حبس اضافی نیز برای او صادر شد.

## در فرهنگ عمومی
شخصیت‌های الهام گرفته از لئولوکا باگارلا در این آثار نمایشی ظاهر شده‌اند:
- سریال ایتالیایی "رئیس روسا" (۲۰۰۷)
- سریال "خشم" (۲۰۱۴)
- سریال "شکارچی" (۲۰۱۸)
- فیلم "آخرین بازمانده کورلئونزی‌ها" (۲۰۰۷)
- فیلم "مافیا فقط تابستان‌ها می‌کشد" (۲۰۱۳)